# منتخب المجر تحت 17 سنة لكرة القدم
منتخب المجر تحت 17 سنة لكرة القدم (بالمجرية: Magyar U17-es labdarúgó-válogatott)‏ هو ممثل المجر الرسمي في المنافسات الدولية في كرة القدم في فئة كرة قدم تحت 17 سنة للرجال، يديريه اتحاد المجر لكرة القدم.